# Liste des partis politiques au Sénégal
Les partis politiques sont nombreux au Sénégal, puisque le multipartisme, instauré en 1974, est pleinement entré dans les mœurs en 1981 avec l'accession à la présidence d'Abdou Diouf, à tel point que des mesures ont dû être prises afin de limiter une prolifération des formations. En particulier, le montant de la caution exigée des candidats a été relevé.

## Partis actuels

### Partis représentés au Parlement
- Alliance pour la République (APR)
- Parti démocratique sénégalais (PDS)
- Patriotes africains du Sénégal pour le travail, l'éthique et la fraternité (PASTEF)
- Rewmi
- Parti socialiste (Sénégal)

### Partis anciennement représentés au Parlement
- Alliance des forces de progrès (AFP)
- Alliance pour le progrès et la justice / Jëf-Jël (APJ/Jëf-Jël)
- And-Jëf/Parti africain pour la démocratie et le socialisme (AJ/PADS)
- Bloc des centristes Gaïndé (BCG)
- Convergence pour le renouveau et la citoyenneté (CRC)
- Rassemblement des écologistes du Sénégal - Les Verts (RES)
- Union pour le renouveau démocratique (URD)

### Autres partis
- Action patriotique de libération (APL), fondé en 2000.
- Convergence patriotes et démocrates (CPD), fondé par Mody Beye.
- Action pour le développement national (ADN), fondé en 1996.
- Alliance pour la conscience citoyenne (ACC), fondé en 2005.
- Alliance Démocratique pour une Afrique Émergente/Joowléene (ADAE/J) , créé en 2015
- Bloc pour le renforcement de la démocratie au Sénégal (BRDS), fondé en 2004.
- Démocratie citoyenne (DC), fondé en 2000.
- Front d'action pour le renouveau/Yoonwi (FAR/Yoonwi), fondé en 1999.
- Front des alliances patriotiques (FAP), fondé en 2000.
- Parti africain écologiste du Sénégal (PAES), fondé en 1992.
- Parti de la réforme (PR), fondé en 2001.
- Rassemblement pour l'écologie et la République (RPER), fondé en 2005.
- Union des patriotes sénégalais/Niax Teed (UPAS/Niax Teed)
- Union pour la démocratie et le fédéralisme/Mboolomi (UDF/Mboolomi), fondé en 1992.
- Union pour le renouveau démocratique/Front pour l'alternance (URD/FAL), fondé en 2000.
- Union pour la République (UPR), fondé en 2000.
- Union nationale patriotique (UNP), fondé en 2005.

## Partis disparus
- And-Jëf/Mouvement révolutionnaire pour la démocratie nouvelle (AJ-MRDN, 1974-1991)
- Bloc démocratique du Diambour (BDD)
- Bloc démocratique sénégalais (BDS, 1948-1956)
- Bloc des masses sénégalaises (BMS, 1961-1963)
- Bloc populaire sénégalais (BPS, 1957-1958)
- Convention démocratique et sociale (CDS)
- Convention des démocrates et des patriotes/Garap-Gui (CDP, 1992-2001)
- Front pour le progrès et la justice (FPJ, 2003-2006)
- Front d'action anti-impérialiste/Suxxali Reew Mi (1983-1987)
- Front démocratique thiésois (FDT)
- Parti communiste sénégalais (PCS)
- Parti libéral sénégalais (PLS, 1998-2003)
- Rassemblement pour le progrès, la justice et le socialisme (RPJS, 1996-2003)
- Union pour le socialisme et la démocratie (USD, 1982-1998)
- Union pour la démocratie populaire (UDP)
- Union progressiste sénégalaise (UPS, 1958-1976)

## En cours de tri
- Front national sénégalais (FNS)
- Front populaire (FP)
- Front pour l'émergence et la prospérité (FEP)
- Front pour la démocratie et le progrès (FDP)
- Front pour le socialisme et la démocratie/Benno Jubël (FSD/BJ)
- Front social pour la restauration/Laabal (FSR/Laabal)
- Groupe d'appui et de rénovation à l'action populaire/Alliance démocratique du Sénégal (GARAP/ADS)
- Ligue communiste des travailleurs (LCT)
- Ligue démocratique/Mouvement pour le parti du travail (LD/MPT)
- Liste pour la défense des intérêts de la commune de Linguère
- Mouvement autonome casamançais (MAC)
- Mouvement de la gauche démocratique (MGD)
- Mouvement de la réforme pour le développement social (MRDS)
- Mouvement démocratique populaire (MDP)
- Mouvement des citoyens pour une démocratie de développement (MDC)
- Mouvement des jeunes marxistes-léninistes (Sénégal)
- Mouvement des radicaux de gauche (Sénégal) (MRG)
- Mouvement libéral pour le peuple sénégalais (MLPS)
- Mouvement national des serviteurs des masses (MNSM)
- Mouvement populaire sénégalais (MPS)
- Mouvement populaire socialiste /SELAL (MPS/SELAL)
- Mouvement pour la démocratie et le socialisme/Niaxx Jariñu
- Mouvement pour le socialisme autogestionnaire (MSA)
- Mouvement pour le socialisme et l'unité (MSU)
- Mouvement républicain sénégalais (MRS)
- Mouvement socialiste d'union sénégalaise (MSUS)
- Organisation socialiste des travailleurs (OST)
- Parti africain pour l'indépendance des masses (PAIM)
- Parti africain social-démocrate/Indépendance, intégration et citoyenneté africaine (PASD/ICA)
- Parti de la défense des intérêts de Kolda
- Parti de la renaissance et de la citoyenneté (PRC)
- Parti de la solidarité sénégalaise (PSS)
- Parti de la vérité pour le développement (PVD)
- Parti de l'espoir et du progrès (PEP)
- Parti de l'indépendance et du travail (PIT)
- Parti de l'unité et du rassemblement (PUR)
- Parti démocratique sénégalais/Rénovation (PDS/R)
- Parti des travailleurs (PT)
- Parti des travailleurs et du peuple (PTP)
- Parti du progrès et de la citoyenneté (PPC)
- Parti du regroupement africain-Rénovation (PRA-R)
- Parti du regroupement africain-Sénégal (PRA-S)
- Parti humaniste
- Parti indépendant de la communauté de la presqu'île du Cap-Vert
- Parti nouvelle solidarité (PNS)
- Parti populaire sénégalais (PPS)
- Parti pour la libération du peuple (PLP)
- Parti pour la renaissance africaine (PARENA)
- Parti pour l'avenir et la solidarité (PAS)
- Parti patriotes du Sénégal pour le travail, l'éthique et la fraternité (PASTEF)
- Parti pour le rassemblement démocratique (PRD)
- Parti républicain sénégalais (PRS)
- Parti républicain socialiste indépendant (PRSI)
- Parti sénégalais d'action socialiste (PSAS)
- Parti sénégalais du progrès (PSP)
- Parti social-démocrate/Jant-Bi (PSD/Jant-Bi)
- Parti socialiste (PS)
- Parti socialiste authentique (PSA)
- Parti socialiste sénégalais (PSS)
- Parti travailliste indépendant du Sine Saloum
- Rassemblement démocratique et populaire (RDP)
- Rassemblement démocratique sénégalais (RDS)
- Rassemblement des patriotes républicains (RPR)
- Rassemblement des travailleurs africains - Sénégal (RTAS)
- Rassemblement national démocratique (RND)
- Rassemblement patriotique sénégalais/Jammi Rewmi (RPS)
- Rassemblement pour la démocratie et le changement (RDC)
- Rassemblement pour l'unité et la paix (RUP)
- Reenu-Rew
- Regroupement démocratique de Kolda
- Rewmi
- Socialistes unis pour la renaissance (SURS)
- Union démocratique des forces progressistes patriotiques (UDFP)
- Union démocratique sénégalaise (UDS)
- Union démocratique sénégalaise/Rénovation (UDS/R)
- Union des forces patriotiques (UFP)
- Union des forces républicaines du Sénégal (UFR)